# Letovice
Letovice (in tedesco Lettowitz) è una città della Repubblica Ceca facente parte del distretto di Blansko, in Moravia Meridionale.